# ديلان ماكلولين (لاعب كرة قدم)
ديلان ماكلولين (بالإنجليزية: Dylan McLaughlin)‏ (19 فبراير 1995 في المملكة المتحدة - ) هو لاعب كرة قدم بريطاني في مركز الوسط. لعب مع نادي بارتيك ثيسل وLargs Thistle F.C. ‏ وPort Glasgow F.C. ‏ ونادي غرينوك مورتون.

## وصلات خارجية
- ديلان ماكلولين على موقع قاعدة بيانات كرة القدم.إي يو (الإنجليزية)
- ديلان ماكلولين على موقع Soccerbase.com (لاعب) (الإنجليزية)